# San Rafael (Nuevo México)
San Rafael es un lugar designado por el censo ubicado en el condado de Cíbola en el estado estadounidense de Nuevo México. En el Censo de 2010 tenía una población de 933 habitantes y una densidad poblacional de 34,91 personas por km².

## Geografía
San Rafael se encuentra ubicado en las coordenadas 35°4′11″N 107°53′25″O / 35.06972, -107.89028. Según la Oficina del Censo de los Estados Unidos, San Rafael tiene una superficie total de 26.73 km², de la cual 26.73 km² corresponden a tierra firme y (0.01%) 0 km² es agua.

## Demografía
Según el censo de 2010, había 933 personas residiendo en San Rafael. La densidad de población era de 34,91 hab./km². De los 933 habitantes, San Rafael estaba compuesto por el 54.77% blancos, el 0.43% eran afroamericanos, el 2.25% eran amerindios, el 0.54% eran asiáticos, el 0% eran isleños del Pacífico, el 37.3% eran de otras razas y el 4.72% pertenecían a dos o más razas. Del total de la población el 72.35% eran hispanos o latinos de cualquier raza.